# 흡혈박쥐
흡혈박쥐는 흡혈박쥐아과에 속하며 학명은 Desmodus rotundus이다. 몸길이 75-90mm, 앞발길이 50-63mm, 몸무게는 15-30g이다. 귀가 뾰족하고 엄지손가락이 길며 털이 없는 퇴간막이 있고, 꼬리가 없다. 20개의 이빨이 있는데 두 개의 끌과 같은 상절치와 두 개의 위송곳니가 가장 크다. 보통 동굴에 주거하지만 고목 속이나 오래된 광산의 갱도, 비어 있는 건물 등에도 산다. 약 20종의 박쥐가 같은 서식처에서 발견되는데 평균 100마리 내외의 떼를 이룬다. 암수가 함께 살며, 날이 어두워지면 은신처를 떠나 지상 1m 위를 난다. 임신 기간은 90-120일이며 연 1회 이상 임신한다. 새끼는 어미와 붙어 다니지 않고 집에 남는다. 보통 말·당나귀·소의 피를 빨아먹으며 가끔 사람을 습격하기도 한다. 모든 온혈동물을 습격하는데, 동물 가까이에 날아가 붙은 다음 날카로운 이빨로 동물의 피부를 뚫고 혀로 피를 핥아 먹는다. 위아래턱의 앞어금니와 송곳니는 날카롭고 서로 맞물린다. 위(胃)가 무척 길고 가늘며 식도도 가늘어 혈액 이외의 먹이는 취할 수 없다. 흡혈박쥐에 물린 상처는 통증이 심하지 않고 손실된 혈액량도 많지 않으나 그것으로 인하여 질병에 전염될 수 있다. 잠자고 있는 동물을 습격하여 날카로운 이빨로 피부를 뚫고 빠는데, 그 동안 습격당하고 있는 동물은 잠에서 깨지 않는다. 광견병이나 말·당나귀의 전염병을 옮기고 상처는 병원균과 기생충에 감염되기 쉽다. 박쥐도 이들 질병에 걸려 죽기도 한다. 수명은 12년 정도로 알려져 있다.

## 같이 보기
- 추파카브라
- 흡혈동물